# ビーダル王国

ビーダル王国
バリード・シャーヒー朝

ビーダル王国の支配領域

ビーダル王国（ビーダルおうこく、Bidar Sultanate）は、15世紀末から16世紀後半にかけて、インドのデカン地方中部に存在したイスラーム王朝（1528年（あるいは1489年/1492年） - 1619年）。バリード・シャーヒー朝（Barid Shahi Dynasty）とも呼ばれる。首都はビーダル。

## 歴史

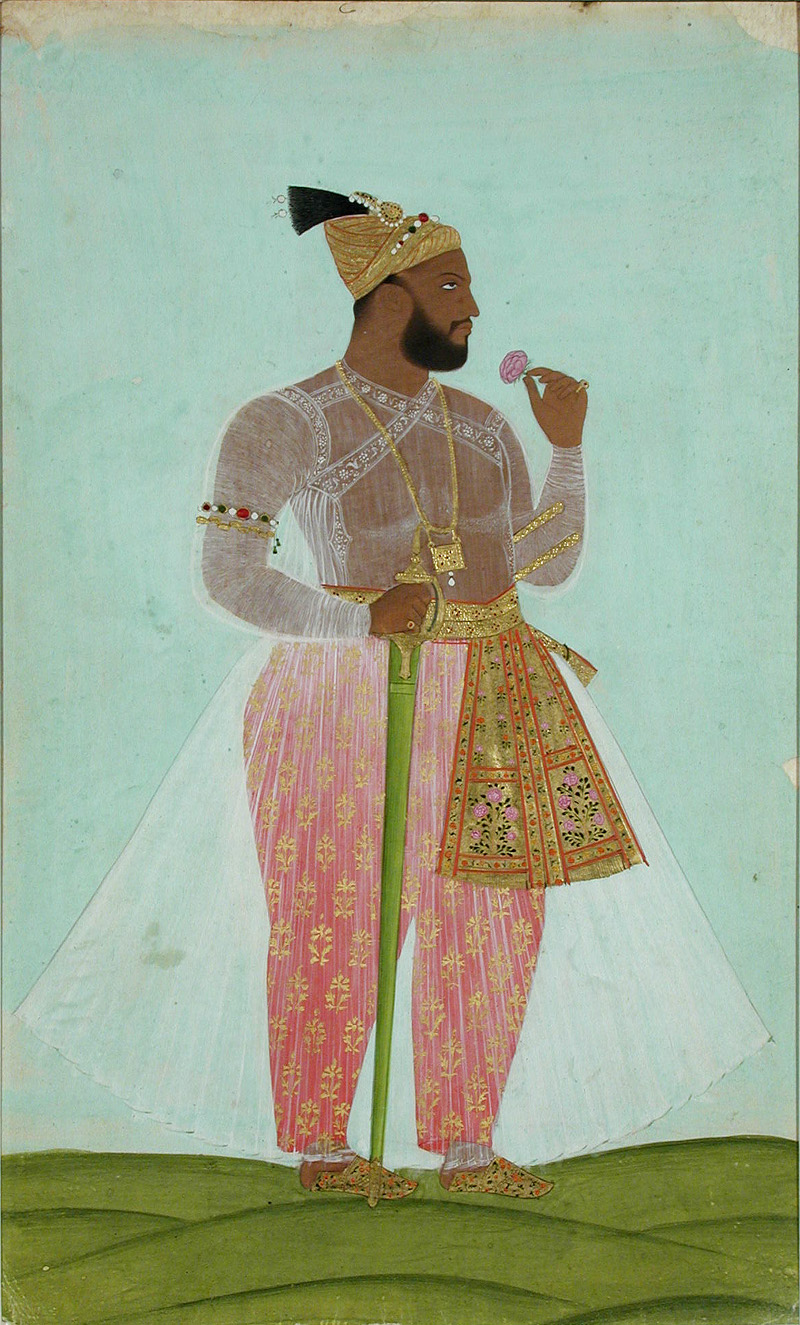
アリー・バリード・シャー

バフマニー朝の末期、1481年に宰相マフムード・ガーワーンが暗殺され、内部抗争で王国が衰退すると、1480年代後半より地方長官である太守がバフマニー朝から独立の動きを見せ、1489年にベラール王国、アフマドナガル王国、ビジャープル王国がそれぞれ独立した。
1489年、バフマニー朝の宰相に王朝の内訌を制したトルコ系カーシム・バリードが就任し、全権を掌握したのち、1492年には王国の政権とは別に独自の政権をビーダルに樹立した。
1504年のカーシム・バリードの死後、息子のアミール・バリードが宰相位を世襲し、父がビーダルに築いた独自の政権も継承した。
そして、1527年にバフマニー朝最後の王カリームッラー・シャーが死に王統が途絶え、バフマニー朝が事実上滅亡した。翌1528年、宰相アミール・バリードはアミール・バリード・シャー1世を名乗り、バフマニー朝を廃してバリード家を新たな王統とし、バフマニー朝末期の領土を継承したビーダル王国（バリード・シャーヒー朝）を創始した。
第2代アリー・バリード・シャー1世の治世、1540年頃からヴィジャヤナガル王国のムスリム5王国の離間政策もありそれらと争った。だが、のちにビジャープル王国を中心とした5王国の連合に加わり、1565年にターリコータの戦いでヴィジャヤナガル王国を破り、その首都ヴィジャヤナガルを蹂躙した。
1587年、アリー・バリード・シャー1世の死後、イブラーヒーム・バリード・シャーが後を継いだが、ビーダル王国は王族間の内紛で衰退した。また、ビーダル王国はビジャープル王国、ゴールコンダ王国、アフマドナガル王国にはさまれており、その情勢は安定しなかった。
そして、1619年ビーダル王国はビージャープル王国に滅ぼされ、その領土は併合された。